# 卜天璋
卜天璋（1250年—1331年），字君璋，元朝官员，原籍洛阳，其父卜世昌归降蒙古迁居开封（今河南开封市）。
卜天璋读书学史，能识成败大体，元世祖至元年间为南京府史。为被程思廉征召为按察司宪史，擢升为御史台掾。丞相顺德王哈剌哈孙提拔他为中书省掾。元成宗大德四年（1300年）以中书省掾擢为工部主事。大德五年，暗伯推荐他担任枢密院都事。元武宗时为宗正府郎中，尚书省设立，升任为刑部郎中。当时有人主张犯盗之人与家属都应该穿青衣巾，使与普通百姓有别，卜天璋以为这是弊政，劝止不行。元仁宗听说他的廉洁，特召见嘉奖。皇庆初年，为归德知府，劝农兴学，修治河渠。升为浙西道廉访副使，因为更改田亩制度，被改任为饶州路总管，被评为治行第一。再升为广东廉访使。天历二年（1329年）拜山南廉访使，严厉纲纪，澄清吏治，州县肃然。奉诏上奏时政二十事，共万余言，称为《中兴济治策》，切中时弊。不久，致仕归乡。至顺二年（1331年），去世。赠河南郡侯，谥正献。